# Selbstbefreiung von Häftlingen in Konzentrationslagern
Selbstbefreiung von Häftlingen in Konzentrationslagern bezeichnet den gelungenen Versuch von KZ-Häftlingen, ihre Inhaftierung durch Gewaltanwendung zu beenden.

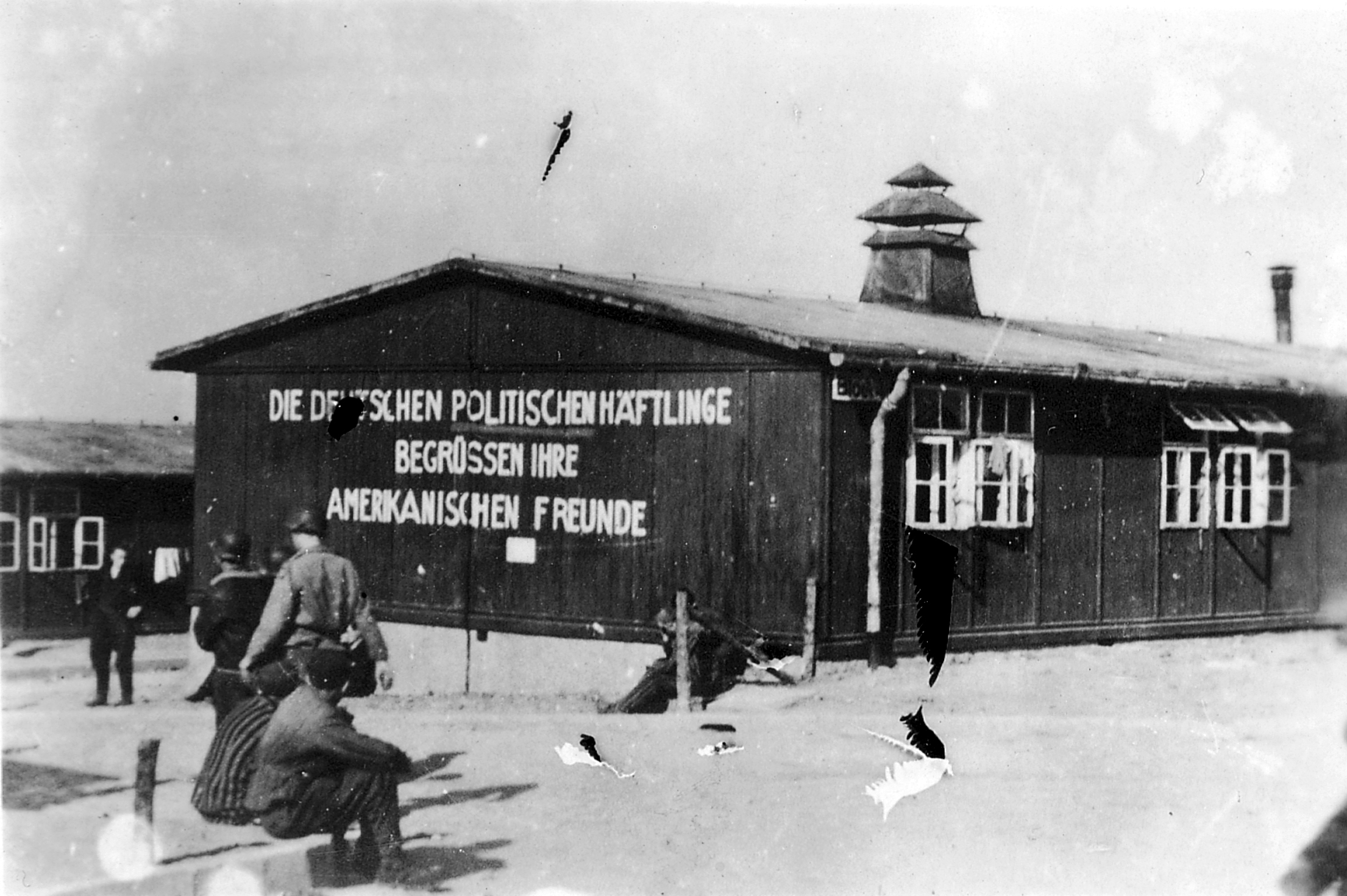
Die befreiten Häftlinge des KZ Buchenwald begrüßen die Soldaten der US-Army (16. April 1945)

## Beispiele

### KZ Buchenwald
Das bekannteste Beispiel ist die Übernahme der Kontrolle über das KZ Buchenwald durch das Internationale Lagerkomitee der Häftlinge im unmittelbaren Zusammenhang des Vormarschs der 6. US-Panzerdivision am 11. April 1945. Um 10 Uhr dieses Tages hatte der Lagerkommandant, SS-Oberführer Hermann Pister, die SS aus dem Lager beordert. Eine halbe Stunde später mobilisierte das Internationale Lagerkomitee, das sich auf diesen Tag vorbereitet, Widerstandsgruppen ausgebildet und heimlich Waffen beschafft hatte, diese Gruppen und gab die Waffen an sie aus. Außerhalb des Lagergeländes kam es in den folgenden Stunden zu Gefechten zwischen amerikanischen Panzerdivisionen und der SS, aus denen die Amerikaner siegreich hervorgingen. Um 14:45 sammelten sich die bewaffneten Häftlinge auf dem Appellplatz. In der folgenden Stunde besetzten sie das Tor, hissten die weiße Fahne, gaben über Lautsprecher das Ende der SS-Herrschaft bekannt, brachten das Lager unter Kontrolle und machten 76 Gefangene. Um 17 Uhr trafen die ersten Aufklärer der 4. US-Panzerdivision am Lagertor ein und wurden von Häftlingen begrüßt.
In der DDR wurde das Moment der Selbstbefreiung der Häftlinge sehr stark betont, die Rolle der amerikanischen Armee hingegen eher heruntergespielt. Daran hat es seit jeher Kritik gegeben. Volkhard Knigge, der zeitweilige Leiter der Gedenkstätte Buchenwald, geht davon aus, dass sowohl eine „Befreiung von innen“ als auch eine „Befreiung von außen“ stattgefunden hat und „jede Erinnerung […] ihr Recht“ hat.
Veröffentlichungen
- Arbeitsgemeinschaft von Verbänden des Ostdeutschen Kuratoriums beim Landesverband DIE LINKE.Thüringen in Zusammenarbeit mit dem Landesvorstand TVVdN/BdA e.V. (Hrsg.): Wider das Vergessen! – 70 Jahre Selbstbefreiung, Erfurt 2015
- Lagerarbeitsgemeinschaft Buchenwald-Dora e.V. (Hrsg.): 73. Jahrestag der Selbstbefreiung der Häftlinge des KZ Buchenwald, Berlin 2018

### KZ Rab
Ein weiteres Beispiel ist die gelungene Selbstbefreiung von KZ-Häftlingen des KZ Rab auf der kroatischen Insel Rab kurz vor dem Waffenstillstand der mit den Deutschen verbündeten italienischen Armee. Eine unter den Häftlingen befindliche Gruppe der Kommunistischen Partei Jugoslawiens organisierte die Selbstbefreiung der Häftlinge. Sie entwaffnete nach dem 8. September 1943 die italienischen Wachmannschaften, so dass die Häftlinge fliehen konnten.